# 好きだって言えなくて
「好きだって言えなくて」（すきだっていえなくて）は、田村ゆかりの26枚目のシングル。2015年4月1日にキングレコードから発売された。

## 概要
前作「あのね Love me Do」から約4ヶ月ぶりのシングルリリースとなる。キングレコードからの最後のリリースとなった。

## 収録曲
1. 好きだって言えなくて
作詞：松井五郎、作曲：板垣祐介、編曲：高橋浩一郎
TBS系列「ランク王国」4月度・5月度OPテーマ
2. Pleasure treasure
作詞：松井五郎、作曲・編曲：板垣祐介
TVアニメ「魔法少女リリカルなのはViVid」EDテーマ
3. Luv Fanatic
作詞：松井五郎、作曲：刃流、編曲：南田健吾
4. 雨のパンセ
作詞：松井五郎、作曲：山崎寛子、編曲：南田健吾
文化放送「田村ゆかりのいたずら黒うさぎ」EDテーマ